# Emilio Brito
Emilio Brito, né le 8 octobre 1942 à La Havane, est un théologien et philosophe cubain. Entré dans la Compagnie de Jésus en 1961 et ordonné prêtre en 1972, Emilio Brito a été professeur de théologie fondamentale et de philosophie de la religion à l'Université catholique de Louvain de 1983 à 2007. Il a publié de nombreux ouvrages et articles sur la pensée religieuse de l'idéalisme allemand (Fichte, Hegel, Schelling, Schleiermacher) et de Heidegger.

## Publications
- La Création selon Schelling, « Universum », Peeters Publishers, 1987, 646 p.[1]
- La Pneumatologie de Schleiermacher, Peeters, 1994, 649 p.[2]
- Dieu et l'être d'après Thomas d'Aquin et Hegel, Presses universitaires de France, coll. « Théologiques », 1991, 450 p.
- Heidegger et l'hymne du sacré, Peeters, 1999, 800 p.[3]
- Philosophie et théologie dans l’oeuvre de Schelling, éditions du Cerf, coll. « Philosophie & Théologie », 2000, 226 p.
- J. G. Fichte et la transformation du christianisme, Peeters, 2004, 808 p.
- La Théologie de Fichte, éditions du Cerf, 2007, 196 p.
- Philosophie moderne et christianisme, Peeters, 2010, 1514 p.
- Sur l'homme, une traversée de la question anthropologique, Peeters, 2015, 2045 p.
- De Dieu, connaissance et inconnaissance, Peeters, 2018, 1313 p.
- Accès au Christ, Peeters, 2020, 1164 p.

## Mélanges
- Festschrift de Emilio Brito, 2007, lire en ligne